# Conclave de 1585

Escut papal de Sa Santedat el papa Sixt V

El conclave de 1585 es va organitzar a Roma després de la mort del Gregori XIII entre el 21 i el 24 d'abril de 1585.

## Votació
Quaranta-dos dels seixanta cardenals van entrar en el conclave, que va començar al Vaticà el 21 d'abril, Diumenge de Pasqua. En la cerimònia d'obertura, dels seixanta cardenals vius, trenta-nou estaven presents. Tres van arribar més tard, però a temps de votar: André d'Àustria, Ludovico Madruzzo de Trento i Guido Luca Ferraro de Vercelli. Es van formar dues faccions. La primera va ser liderada pel cardenal Ferdinando de' Médici i el segon per Luigi d'Este, net del rei Lluís XII de França. Feia menester trobar un candidat de consens.
La primera votació semblava afavorir els cardenals Pier Donato Cesi i Guglielmo Sirleto, però el matí següent, havien estat abandonats. Volent evitar la influència potencial de cardenals que encara no havien arribat, Mèdici, de seguida, va proposar dos noms a D'Este: els cardenals Albani i Montalto, i els va convidar a presentar-se. D'Este va imposar condicions, no obstant això, l'acord projectat, quan la notícia va sortir, va causar molta indignació. A través d'una sèrie d'informacions errònies i estratagemes, Mèdici va convèncer els cardenals que Montalto no era el seu candidat.
El cardenal Ludovico Madruzzo, que era el líder designat de la facció espanyola, va arribar a Roma i va tenir converses amb els ambaixadors d'Espanya i del Sacre Imperi, abans d'entrar en el conclave. Es va trobar immediatament amb D'Este, sabent que a ell no li agradava el seu propi favorit, el cardenal Sirleto. Considerant que un papa completament pro-espanyol seria tan impagable com un completament pro-francès, es va declarar contrari a Albani, i, per tant, en favor de Montalto. Amb el temps, Mèdici i Gesualdo, de seguida, van pressionar Madruzzo. Com a líder dels interessos espanyols, va portar la seva influència per a incloure André d'Àustria, Colonna, Deza (Seza), Gonzaga, Sfondrati i Spínola. Amb tots aquests adeptes, encara mancaven quatre vots a Mèdici i D'Este. Aquests només podien obtenir-se del grup de cardenals creats per Gregori XIII, organitzat per Alessandro Farnese, el degà del Col·legi Cardinalici. Aquella nit va arribar el cardenal Ferrero.
El 24 d'abril, Mèdici va explicar a Montalto tot el que havia fet, i el va aconsellar sota la forma de com conduir la reunió. D'Este es va reunir amb Farnese, que creia que Montalto no tindria vots, i va reeixir enganyar-lo. Durant una reunió a la Capela Paulina, D'Este va reclutar Vastavillani, Cardenal Camarlenc, Giovanni Battista Castagna, cardenal de San Marcello, i Francesc Sforza. Quan finalment els cardenals estaven reunits a la Capella Sixtina, D'Este va declarar que no era necessari procedir a una votació, ja que era obvi que el nou papa estava allà. Sense oposició dels cardenals va passar a fer un homenatge (Adoració) a Montalto encara que després per a raons formals, es va votar en veu alta. La votació va ser unànime.
El cardenal François de Joyeuse va arribar Roma massa tard per a participar en el conclave.
Quan va ser elegit, Montalto va escollir el nom de Sixt V.

## Cardenals votants
PIII = nomenat cardenal per Pau III
JIII = nomenat cardenal per Juli III
PIV = nomenat cardenal per Pius IV
PV = nomenat cardenal per Pius V
GXIII = nomenat cardenal per Gregori XIII
1. Alexandre Farnese, Degà del Col·legi Cardenalici (PIII)
2. Giacomo Savelli (PIII)
3. Giovanni Antonio Serbelloni (PIV)
4. Alfonso Gesualdo (PIV)
5. Giovanni Francesco Gambara (PIV)
6. Girolamo Simoncelli (JIII)
7. Markus Sitticus von Hohenems (PIV)
8. Ludovico d'Este (PIV)
9. Ludovico Madruzzo (PIV)
10. Innico d'Avalos d'Aragona, O.S.Iacobis. (PIV)
11. Ferran I de Mèdici (PIV)
12. Marcantonio Colonna (PIV)
13. Tolomeo Gallio (PIV)
14. Prospero Santacroce (PIV)
15. Guido Luca Ferraro (PIV)
16. Guglielmo Sirleto (PIV)
17. Gabriele Paleotti (PIV)
18. Michele Bonelli, Orde dels Predicadors (PIV)
19. Antonio Carafa (PV)
20. Giulio Antonio Santori (PV)
21. Pier Donato Cesi (PV)
22. Charles d'Angennes de Rambouillet (PV)
23. Felice Peretti Montalto, Orde de Frares Menors Conventuals (elegit com a Sixt V) (PV)
24. Girolamo Rusticucci (PV)
25. Nicolas de Pellevé (PV)
26. Gian Girolamo Albani (PV)
27. Filippo Boncompagni (GXIII)
28. Filippo Vastavillani (GXIII)
29. Andreas da Áustria (GXIII)
30. Alessandro Riario (GXIII)
31. Pedro de Deza (GXIII)
32. Giovanni Vincenzo Gonzaga, Orde del Sant Sepulcre de Jerusalem (GXIII)
33. Giovanni Antonio Facchinetti (futur papa Innocenci IX) (GXIII)
34. Giovanni Battista Castagna (futur papa Urbà VII) (GXIII)
35. Alexandre Otaviano de Médici (futur papa Lleó XI) (GXIII)
36. Giulio Canani (GXIII)
37. Niccolò Sfondrati (futur papa Gregori XIV) (GXIII)
38. Antonio Maria Salviati (GXIII)
39. Filippo Spinola (GXIII)
40. Matthieu Cointerel (GXIII)
41. Scipione Lancelotti (GXIII)
42. Francesco Sforza (GXIII)

### Absents
1. Niccolò Caetani (PIII)
2. Georges d'Armagnac (PIII)
3. Carles de Borbó-Vendôme (PIII)
4. Antoine Perrenot de Granvelle (PIV)
5. Albert d'Àustria (GXIII)
6. Louis de Lorraine de Guise (GXIII)
7. Charles de Lorraine de Vaudémont (GXIII)
8. Gaspar de Quiroga y Vela (GXIII)
9. Rodrigo de Castro Osorio (GXIII)
10. François de Joyeuse (GXIII)
11. Michele della Torre (GXIII)
12. Agostino Valeri (GXIII)
13. Vincenzo Lauro (GXIII)
14. Alberto Bolognetti (GXIII)
15. Jerzy Radziwiłł (GXIII)
16. Simeone Tagliavia d'Aragona (GXIII)
17. Carles II de Borbó-Vendôme (GXIII)
18. Andrzej Batory (GXIII)